# International Champions Cup de 2013
O Internacional de 2013 da Copa dos Campeões (ou ICC) foi uma exposição da associação de futebol do torneio jogado nos Estados Unidos e Espanha. Ele começou no sábado, 27 de julho de 2013, e que culminou na quarta-feira, 7 de agosto de 2013. Este torneio substituído o World Football Challenge e foi encenado, principalmente nos Estados Unidos, e com um jogo em Valencia, Espanha. As equipas participantes foram do Los Angeles Galaxy, dos Estados Unidos, Real Madrid e Valencia, da Espanha, Milan, Juventus e a Internazionale, da Itália, e o Chelsea e Everton da Inglaterra. Nos Estados Unidos, a Fox Futebol televisionada em 11 dos 12 jogos ao vivo, e a Fox Sports transmissão de um jogo ao vivo no dia 3 de agosto de 2013. a ESPN Deportes televisiva de todos os jogos ao vivo na TV e no WatchESPN em espanhol. o Real Madrid venceu o torneio, derrotando o Chelsea por 3-1 na final.

## Equipes
| Country    | Time               | Location           | Confederation | League              |
| ---------- | ------------------ | ------------------ | ------------- | ------------------- |
| Inglaterra | Chelsea            | London, England    | UEFA          | Premier League      |
| Inglaterra | Everton            | Liverpool, England | UEFA          | Premier League      |
| Itália     | Milan              | Milan, Italy       | UEFA          | Serie A             |
| Italy      | Internazionale     | Milan, Italy       | UEFA          | Serie A             |
| Itália     | Juventus           | Turin, Italy       | UEFA          | Serie A             |
| Espanha    | Real Madrid        | Madrid, Spain      | UEFA          | La Liga             |
| Espanha    | Valencia           | Valencia, Spain    | UEFA          | La Liga             |
| EUA        | Los Angeles Galaxy | Los Angeles, U.S.  | CONCACAF      | Major League Soccer |

## Locais
| United States                | United States                    | United States                 | United States                | United States                 | United States                 | Spain                            |
| East Rutherford              | Indianapolis                     | Los Angeles                   | Miami Gardens                | Phoenix                       | San Francisco                 | Valencia                         |
| ---------------------------- | -------------------------------- | ----------------------------- | ---------------------------- | ----------------------------- | ----------------------------- | -------------------------------- |
| MetLife Stadium              | Lucas Oil Stadium                | Dodger Stadium                | Sun Life Stadium             | University of Phoenix Stadium | AT&T Park                     | Mestalla Stadium                 |
|                              |                                  |                               |                              |                               |                               |                                  |
| 40° 48′ 49″ N, 74° 04′ 28″ O | 39° 45′ 36,2″ N, 86° 09′ 49,7″ O | 34° 04′ 25″ N, 118° 14′ 24″ O | 25° 57′ 29″ N, 80° 14′ 20″ O | 33° 31′ 39″ N, 112° 15′ 45″ O | 37° 46′ 43″ N, 122° 23′ 21″ O | 39° 28′ 28,76″ N, 0° 21′ 30,1″ O |

## Formato
O torneio teve dois grupos de quatro: um "Oriental" e "Ocidental" do grupo. Os grupos não foram tocadas como um round-robin; em vez disso, os vencedores da primeira rodada de jogos disputados na segunda rodada, e a primeira rodada perdedores também se enfrentaram na segunda rodada. As duas equipes com duas vitórias nos dois primeiros jogos avançaram para a final. Para as outras equipes, posições na rodada final foram determinados por sua posição em seu grupo, com as seguintes regras:
- Todos os jogos empatados no final do regulamento será decidido por pênaltis.
- Dois serão atribuídos pontos por vitória, um ponto por um pontapé de grande penalidade da perda, e sem pontos de regulamento perda.
- Critérios de desempate são: cabeça a cabeça, objetivo diferencial, metas, objetivos.

Em outras palavras, embora o time terminar em 1º lugar (2 vitórias) em cada grupo será aparente, a determinação de 2ª, 3ª (ambas as equipas: 1 vitória, 1 derrota) e 4º lugar (2 perdas) será baseado em (a) os pontos ganhos nas duas primeiras partidas (2 por vitória, 1 para um pontapé de grande penalidade da perda, 0 para um regulamento de perda), (b) cabeça-de-cabeça resultado, e (c) objetivo diferencial, e (d) gols marcados.

## Grupo Ocidental

### Tabela de posições
| Pos. | Equipe             | Pts | Situação  |
| ---- | ------------------ | --- | --------- |
| 1    | Real Madrid        | 6   | Finalista |
| 2    | Los Angeles Galaxy | 3   | 2º Lugar  |
| 3    | Everton            | 2   | 3º Lugar  |
| 4    | Juventus           | 1   | 4º Lugar  |

Fonte=

### Jogos
| Julho 31, 2013        | Juventus    | 1–1    | Everton      | AT&T Park, San Francisco, United States                  |
| 20:00 PDT (UTC−07:00) | Asamoah 80' | Report | Mirallas 61' | Público: 22,208 Árbitro: Ricardo Salazar (United States) |

|                                                |     | Penalidades                                           |  |
| Matri Asamoah Vučinić Vidal Pirlo Motta Peluso | 5–6 | Osman Barkley Mirallas Jagielka Oviedo Stones Coleman |  |

| Agosto 1, 2013        | Real Madrid                     | 3–1    | Los Angeles Galaxy | University of Phoenix Estadio, Phoenix, United States |
| 19:30 MST (UTC−07:00) | Di María 15' · Benzema 51', 74' | Report | Villarreal 63'     | Público: 38,922 Árbitro: Juan Guzman (United States)  |

| Agosto 3, 2013        | Juventus  | 1–3    | Los Angeles Galaxy                     | Dodger Estadio, Los Angeles, United States                |
| 19:30 PDT (UTC−07:00) | Matri 39' | Report | Gonzalez 36' · Donovan 60' · Keane 89' | Público: 40,681 Árbitro: Baldomero Toledo (United States) |

| Agosto 3, 2013        | Everton     | 1–2    | Real Madrid            | Dodger Estadio, Los Angeles, United States                |
| 17:00 PDT (UTC−07:00) | Jelavić 61' | Report | Ronaldo 17' · Özil 31' | Público: 40,681 Árbitro: Matthew Foerster (United States) |

## Grupo Oriental

### Tabela de posições
| Pos. | Equipe         | Pts | Situação  |
| ---- | -------------- | --- | --------- |
| 1    | Chelsea        | 6   | Finalista |
| 2    | Valencia       | 3   | 2º Lugar  |
| 3    | Milan          | 3   | 3º Lugar  |
| 4    | Internazionale | 0   | 4º Lugar  |

### Jogos
| Julho 27, 2013         | Milan                     | 2–1    | Valencia   |                                                      |
| 17:00 CEST (UTC+02:00) | Robinho 22' · De Jong 38' | Report | Parejo 53' | Público: 17,000 Árbitro: Carbonell Hernández (Spain) |

| Agosto 1, 2013        | Chelsea                       | 2–0    | Internazionale |                                                        |
| 20:00 EDT (UTC−04:00) | Oscar 13' · Hazard 29' (pen.) | Report |                | Público: 41,983 Árbitro: Ismail Elfath (United States) |

| Agosto 4, 2013        | Valencia                               | 4–0    | Internazionale |                                                        |
| 16:00 EDT (UTC−04:00) | Banega 7' · Viera 34', 90' · Jonas 56' | Report |                | Público: 39,764 Árbitro: Mark Kadlecik (United States) |

| Agosto 4, 2013        | Milan | 0–2    | Chelsea                        |                                                             |
| 18:30 EDT (UTC−04:00) |       | Report | De Bruyne 29' · Schürrle 90+2' | Público: 39,764 Árbitro: Jose Carlos Rivera (United States) |

## Championship

### Disputa pelo sétimo lugar
| Agosto 6, 2013        | Juventus         | 1–1    | Internazionale |                                                          |
| 18:30 EDT (UTC−04:00) | Vidal 45' (pen.) | Report | Álvarez 28'    | Público: 38,513 Árbitro: Hilario Grajeda (United States) |

|                                                                                  |     | Penalidades                                                                       |  |
| Giovinco Marchisio Llorente Pirlo Vidal Ogbonna Cáceres Chiellini De Ceglie Isla | 8–9 | Guarín Ranocchia Álvarez Icardi Belfodil Olsen Andreolli Pereira Jonathan Carrizo |  |

### Disputa pelo quinto lugar
| Agosto 6, 2013        | Everton | 0–1    | Valencia   |                                                       |
| 21:00 EDT (UTC−04:00) |         | Report | Míchel 52' | Público: 38,513 Árbitro: Alan Chapman (United States) |

### Disputa pelo terceiro lugar
| Agosto 7, 2013        | Los Angeles Galaxy | 0–2    | Milan                     |                                                    |
| 18:30 EDT (UTC−04:00) |                    | Report | Balotelli 17' · Niang 40' | Público: 67,273 Árbitro: Ted Unkel (United States) |

### Final
| Agosto 7, 2013        | Real Madrid                    | 3–1    | Chelsea     |                                                          |
| 21:00 EDT (UTC−04:00) | Marcelo 14' · Ronaldo 31', 57' | Report | Ramires 17' | Público: 67,273 Árbitro: Edvin Jurisevic (United States) |

## Classificação Final
| Rank | Team               |
| ---- | ------------------ |
| 01 ! | Real Madrid        |
| 02 ! | Chelsea            |
| 03 ! | Milan              |
| 4    | Los Angeles Galaxy |
| 5    | Valencia           |
| 6    | Everton            |
| 7    | Internazionale     |
| 8    | Juventus           |

## Artilharia
| Classificação | Nome              | Equipa      | Objectivos |
| ------------- | ----------------- | ----------- | ---------- |
| 1             | Cristiano Ronaldo | Real Madrid | 3          |
| 2             | Jonathan Viera    | Valencia    | 2          |
| 2             | Karim Benzema     | Real Madrid | 2          |

## Hino oficial
O hino oficial do Internacional de 2013 da Copa dos Campeões "Exótico" foi realizada pelo Indiano de Bollywood, a atriz que virou cantora Priyanka Chopra, e é cantado em inglês e Hindi.